# Barilius caudiocellatus
Barilius caudiocellatus es una especie de peces de la familia de los Cyprinidae.

## Hábitat
Es un pez de agua dulce.

## Distribución geográfica
Se encuentra en las cuencas de los ríos Mekong y Salween (China).